# Pratt & Whitney J75
Pratt & Whitney J75 (designación de la compañía: JT4A) fue un motor turbojet de flujo axial que voló por primera vez en 1955. El diseño de doble turbina en la clase de empuje de 76 kN (7755 kgf), el J75, fue el hermano mayor del Pratt & Whitney J57 (JT3C). Fue conocido en el servicio civil como el JT4A, y en otros ámbitos como GG4 y FT4.

## Diseño y desarrollo

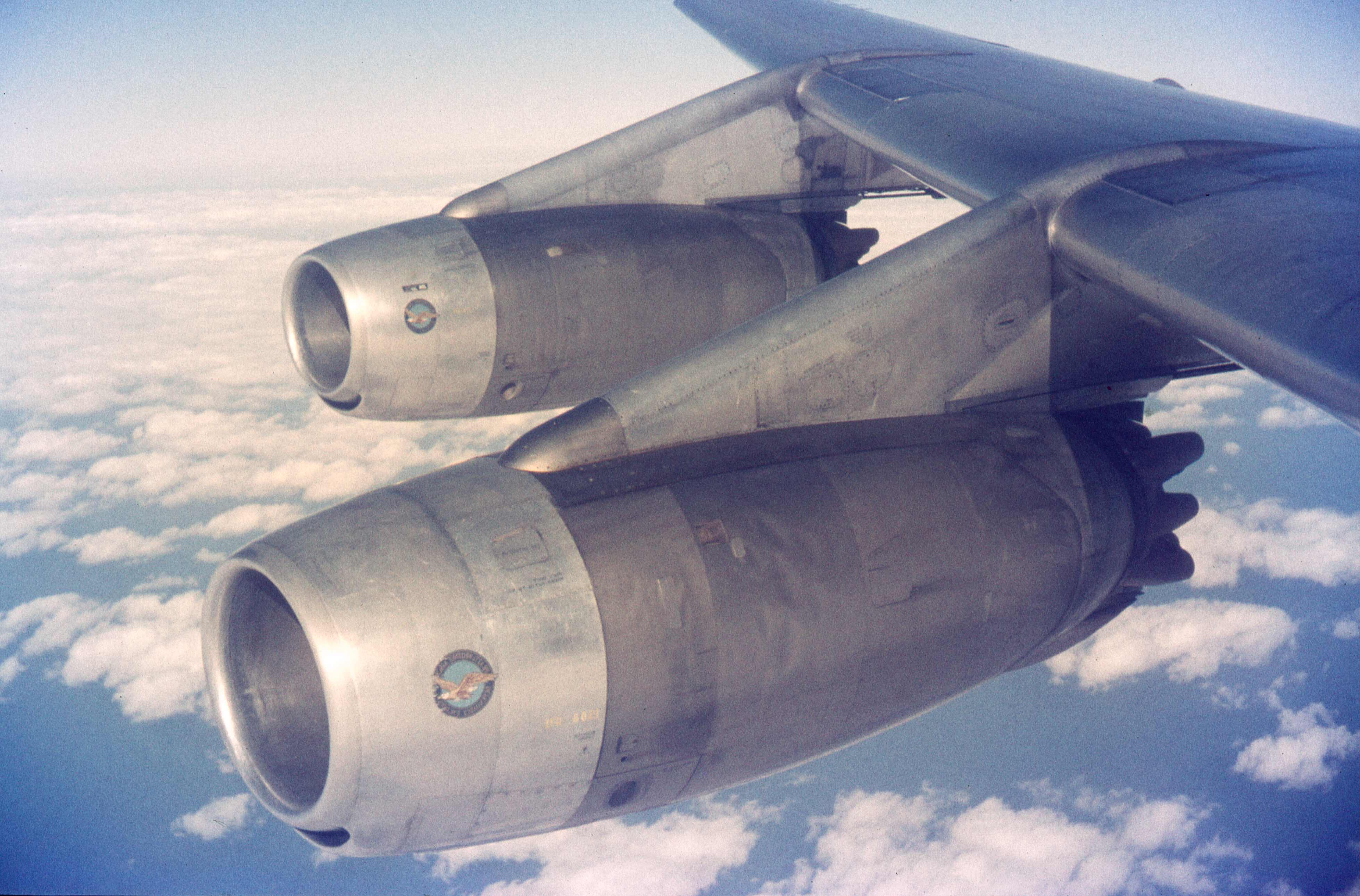
KLM DC-8-33

Para su uso militar, el J75 fue utilizado en el Lockheed U-2, el Republic Aviation F-105 Thunderchief, y el Convair F-106 Delta Dart. Fue también utilizado en el prototipo experimental del Lockheed A-12, North American YF-107, Vought XF8U-3 Crusader III, P6M SeaMaster, y CF-105 Arrow.
Antes de la llegada del motor turbofán Pratt & Whitney JT3D, el JT4A fue utilizado para impulsar algunos modelos del Boeing 707 y el Douglas DC-8. Aportaba una mejor eficacia en tierra en vuelos de media distancia del Boeing 707-220 y el Douglas DC-8-20, y aportaba un mayor alcance en vuelos de largo alcance en el Boeing 707-320 y el Douglas DC-8-30 original.
Tras su relativamente corto tiempo de vida en papeles aeronáuticos, el JT4 comenzó a ser utilizado con asiduidad en papeles navales, donde el FT4 fue producido en un sinfín de modelos entre 18.000 y 22.000 CV. Entre sus usos más conocidos destacan el de primera turbina de barco de guerra, el destructor clase Iroquois canadiense, así como en los guardacostas estadounidenses en las patrulleras clase Hamilton, y se tuvo en cuenta para los barcos de clase Asheville. La misma planta de energéticos se vio mucho más solicitada alcanzando su pico de demanda con la turbina alimentada con gas natural. Desde su introducción en 1960 más de 1000 FT4 han sido vendidos, con muchos de ellos todavía en servicio como generadores eléctricos.

## Variantes[1]
- J75-P-3: 73,3 kN (7480 kgf) de empuje
- J75-P-5: 76,5 kN (7800 kgf) de empuje
- J75-P-13B: 75,6 kN (7714 kgf) de empuje
- J75-P-15W: 109 kN (11.120 kgf) de empuje con postcombustión
- J75-P-17: 109 kN (11.120 kgf) de empuje con postcombustión
- J75-P-19W: 76,5 kN (7800 kgf) de empuje

## Aplicaciones

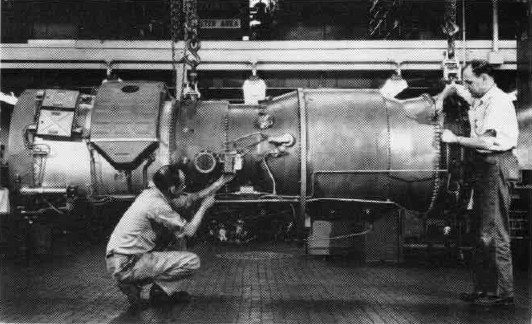
Un J75 de la armada estadounidense utilizado en el P6M Seamaster.

J75
- CF-105 Mk1 Arrow
- F-105 Thunderchief
- F-106 Delta Dart
- Lockheed A-12
- Lockheed U-2
- North American YF-107
- P6M SeaMaster
- XF8U-3 Crusader III

JT4A
- Boeing 707
- Douglas DC-8